# Cité scolaire Gabriel-Fauré
Ne doit pas être confondu avec Lycée Gabriel-Fauré ou Lycée Gabriel-Faure.
La cité scolaire (collège-lycée) Gabriel-Fauré est un établissement public d'enseignement général français. La cité scolaire plus généralement appelée lycée Gabriel-Fauré, est située au 81 avenue de Choisy, dans le 13e arrondissement de Paris dans le quartier asiatique de Paris.

## Présentation
La Cité mixte régionale Gabriel-Fauré de son nom originel est composée d'un collège et d'un lycée d'enseignement général accueillant un peu plus de 1000 élèves,.
Quatre sections sont proposées : la section internationale chinois (collège), la section bilangue anglais-allemand (collège), la section orientale chinois (lycée), et la section européenne allemand.
Au lycée, il y a six classes de seconde générale et une classe CHASE (Classes à Horaires Aménagés Sportifs d’Excellence). En première, il y a quatre classes générales et depuis la rentrée 2024 une classe de première technologique (STMG). En terminale, il y a quatre classes générales.

## Historique
La cité scolaire Gabriel-Fauré doit son nom au pianiste et compositeur français Gabriel Fauré. 
Celle-ci a été construite sur le site historique des usines de chocolaterie Menier qui est une entreprise chocolatière française fondée en 1816 par Antoine Brutus Menier.

## Initiatives pédagogiques et technologiques

### Années 1970
En 1973, par une initiative ministérielle novatrice d'initiation à l'informatique pour élèves et enseignants intéressés, le lycée Gabriel-Fauré, à Paris, a intégré l'opération dite « Expérience des 58 lycées » : utilisation de logiciels et enseignement du langage de programmation LSE, en club informatique de lycée,,, pour 58 établissements de l’enseignement secondaire. À cet effet, dans une première phase, quelques professeurs du lycée, enseignants de diverses disciplines, furent préalablement formés de manière lourde à la programmation informatique. L'établissement fut alors doté, dans une seconde phase, d'un ensemble informatique en temps partagé comprenant : un mini-ordinateur français Télémécanique T1600 avec disque dur, un lecteur de disquettes 8 pouces, plusieurs terminaux écrans claviers Sintra TTE, un téléimprimeur Teletype ASR-33 (en) et le langage LSE implémenté ; tous ces moyens ayant permis de mettre en œuvre cette démarche expérimentale sur le terrain, avec du matériel informatique ultra-moderne pour l'époque.

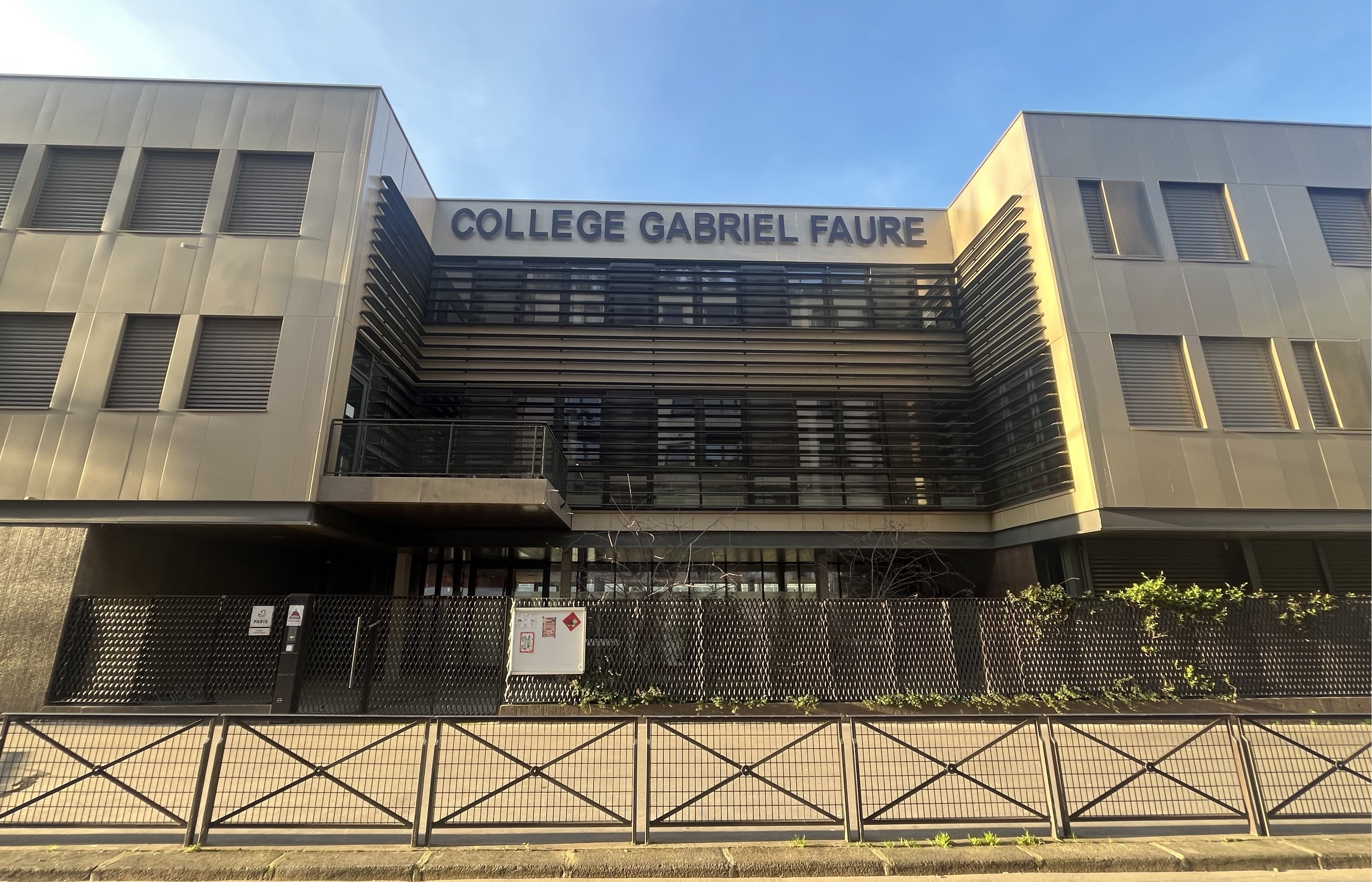
Entrée des collégiens depuis la rue de la Vistule.

## Infrastructures
La cité scolaire est constituée de trois étages qui accueillent collégiens et lycéens. Il y a également un CDI pour collège et lycée ainsi qu'un gymnase au fond de la cour où se déroulent les cours d'Éducation physique et sportive et d'un amphithéâtre.
Le rez-de-chaussée accueille les bureaux de l'administration, l'infirmerie, les bureaux des CPE etc. Le réfectoire est situé dans un bâtiment prévu à cet effet à proximité de la cour de récréation qui se trouve au milieu de l'établissement.
Après d'importants travaux de restructuration, la Cité scolaire rénovée a été inaugurée le 20 septembre 2022. L’organisation spatiale de l’établissement a été redéfinie avec par exemple une meilleure différenciation des parties lycée et collège.

## Classement du lycée
En 2017, le lycée se classe 35e sur 112 au niveau départemental quant à la qualité d'enseignement, et 170e au niveau national. Le classement s'établit sur trois critères : le taux de réussite au bac, la proportion d'élèves de première qui obtient le baccalauréat en ayant fait les deux dernières années de leur scolarité dans l'établissement, et la valeur ajoutée (calculée à partir de l'origine sociale des élèves, de leur âge et de leurs résultats au diplôme national du brevet).

## Personnalités liées à la cité scolaire

### Anciens professeurs notables
- Olivier Séchan, écrivain[17].

### Anciens élèves notables
- Renaud, chanteur, compositeur, et acteur[17].
- Thierry Séchan, journaliste, écrivain, et parolier[17].
- David Séchan, acteur[17].
- Christian Prudhomme, journaliste sportif et actuel directeur du Tour de France[18].

## Accès
La Cité Scolaire est desservie par les lignes de métro 7 et 14 à la station Maison Blanche et par les lignes 3a et 9 du tramway à l’arrêt Porte de Choisy.
Il existe par ailleurs une station Vélib (no 13113) à moins d'une minute de la cité scolaire à l'adresse du 2 rue de la Vistule.